# Адомавичюс, Винцас Казевич
Винцас Казевич (Казьевич) Адомавичюс (1912—1973) — председатель колхоза им. Черняховского Капсукского района Литовской ССР, Герой Социалистического Труда (1958).

## Биография
Родился 22 апреля (5 мая) 1912 года. Член ВКП(б)/КПСС с 1944 г. Окончил Литовскую сельскохозяйственную академию (1967).
В 1940—1947 служил в советской армии.
В 1947—1950 зав. сельхозотделом Капсукского РК КПЛ.
С 1950 года председатель колхоза им. Черняховского Капсукского района.
В 1967 году в его колхозе в расчёте на 100 га сельхозугодий получено 943 ц молока и 246 ц мяса, урожайность зерновых составила 36 ц/га.
Герой Социалистического Труда (1958). Награждён двумя орденами Ленина (1958, 1966), медалями.
Депутат Совета Союза/Национальностей Верховного Совета СССР 6-7-го созывов от Литовской ССР. Делегат XX съезда КПСС.
Умер 19 января 1973 г.